# Monte Sanavirón
Monte Sanavirón är ett berg i Antarktis. Det ligger i Västantarktis. Argentina och Storbritannien gör anspråk på området. Toppen på Monte Sanavirón är 1 052 meter över havet.
Terrängen runt Monte Sanavirón är mycket platt. Trakten är obefolkad. Det finns inga samhällen i närheten.